# Tanaisz (település)
Tanaisz, Tanais (görög nyelven: Τάναϊς Tánaïs, orosz nyelven: Танаис) ókori görög város volt a Don folyó deltájában, a meótiszi mocsarak közelében.

## Fekvése
Rosztov-na-Donutól 30 kilométerrel nyugatra.

## Története

Tanaisz a térképen

A Don folyam torkolatát az ókorban szkíta népek lakták. Az itt élő népek mellé i. e. 600 körül milétoszi görög hajósok, görög kereskedők telepedtek le az itt élő népek és a Nyugat közötti áruforgalom lebonyolítása céljából. Az a hely, ahol az árucsere történt, idővel hatalmas várossá nőtte ki magát. Az itt kialakult települést a görögök Tanaisznak nevezték. A város az ókori európai kereskedelem egyik központjává vált, ahonnan a görögök gabonát és tartósított halat szállítottak, és itt jutottak hozzá Szkítia luxuscikkeihez is. A hosszú évszázadokon át virágzó települést az i. sz. 330-as években a gótok pusztították el, ám gyorsan kiheverte a támadást, és később is a szkíták és hunok központja maradt.
A 13. században a Földközi-tenger bizánci kikötőiből kiszorult Velence építette újjá, és alapított itt kereskedelmi telepet a tatárok engedélyével. Később a genovaiak szerezték meg, fontos hely volt az Arany Hordával való kereskedelemben, a kaffai genovai konzul által ellenőrzött összes fekete-tengeri kolóniával együtt. 1392-ben Timur Lenk, 1471-ben az oszmán törökök, 1696-ban az oroszok, majd 1711-ben a törökök és 1771-ben pedig ismét az orosz birodalom hódította meg.
Tanaiszról többek között már Sztrabón is említést tett egyik leírásában.

## Régészet
Először 1823-ban Ivan Sztyempkovszkij végzett itt régészeti munkálatokat. A rendszeres modern ásatások 1955-ben kezdődtek. Egy közös orosz–német csapat nemrégiben feltárta Tanaisz helyszínét. Tanaisz feltárt romjai a közeli régészeti parkban tekinthetők meg.

## Képek

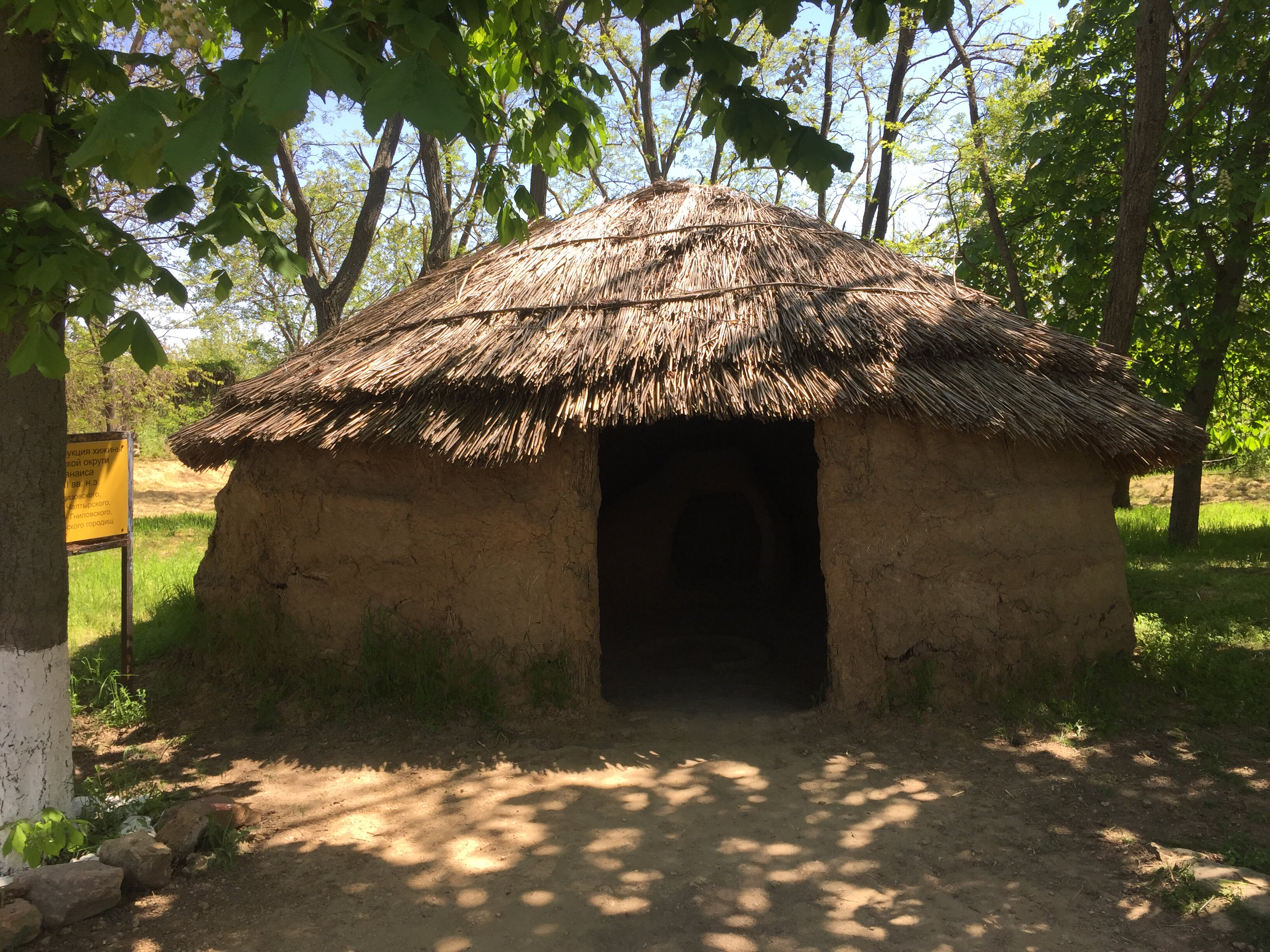
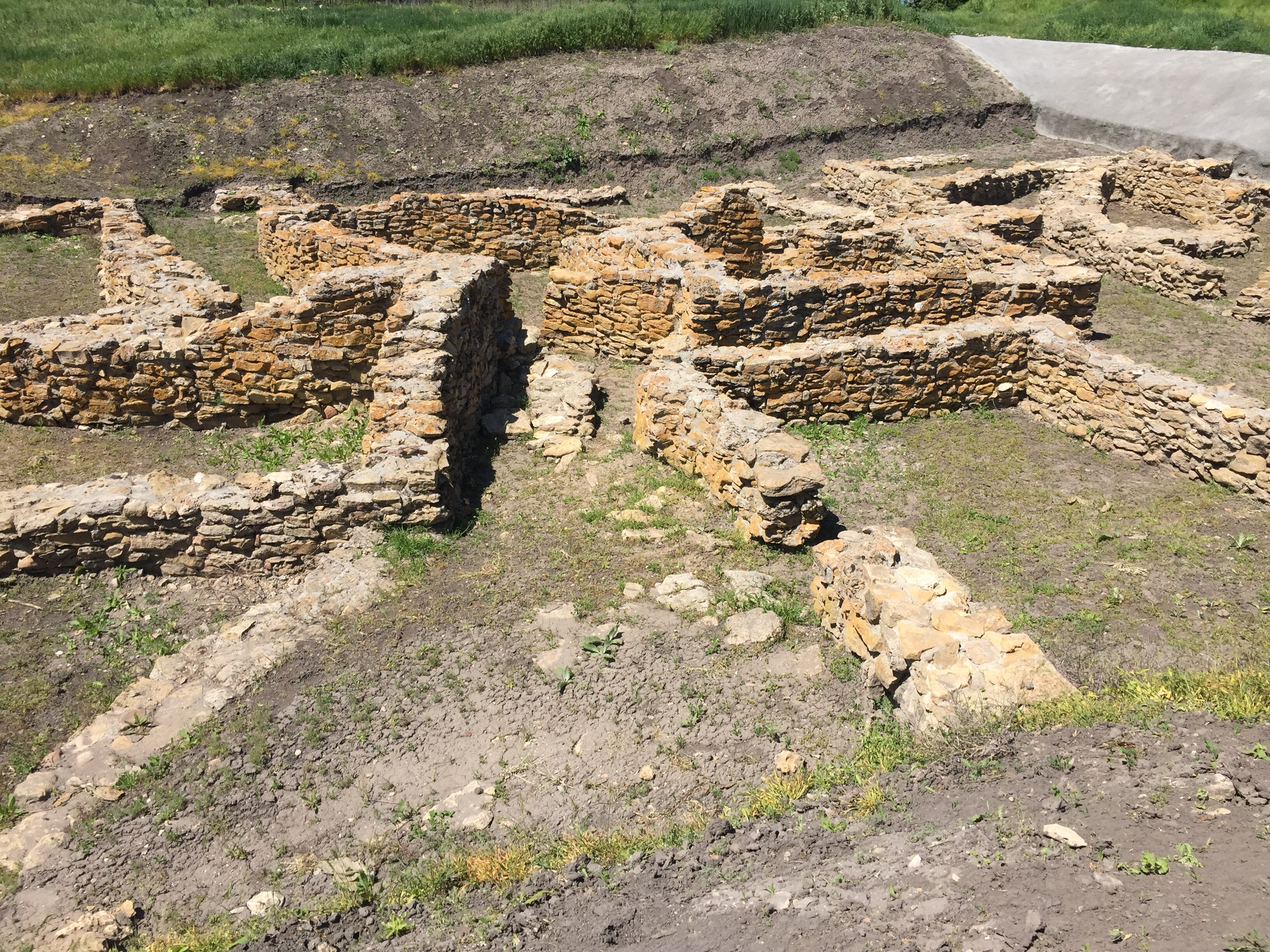
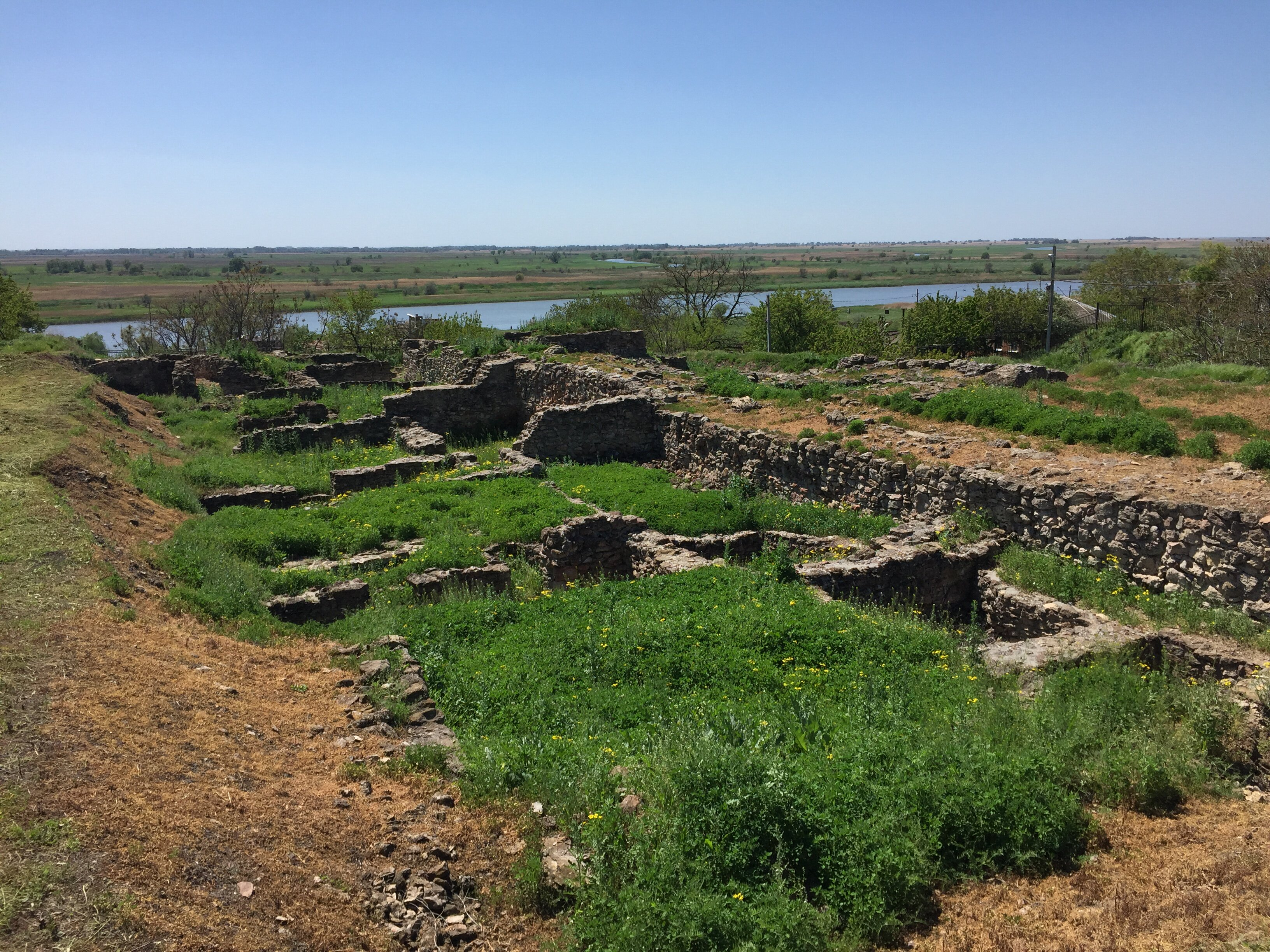
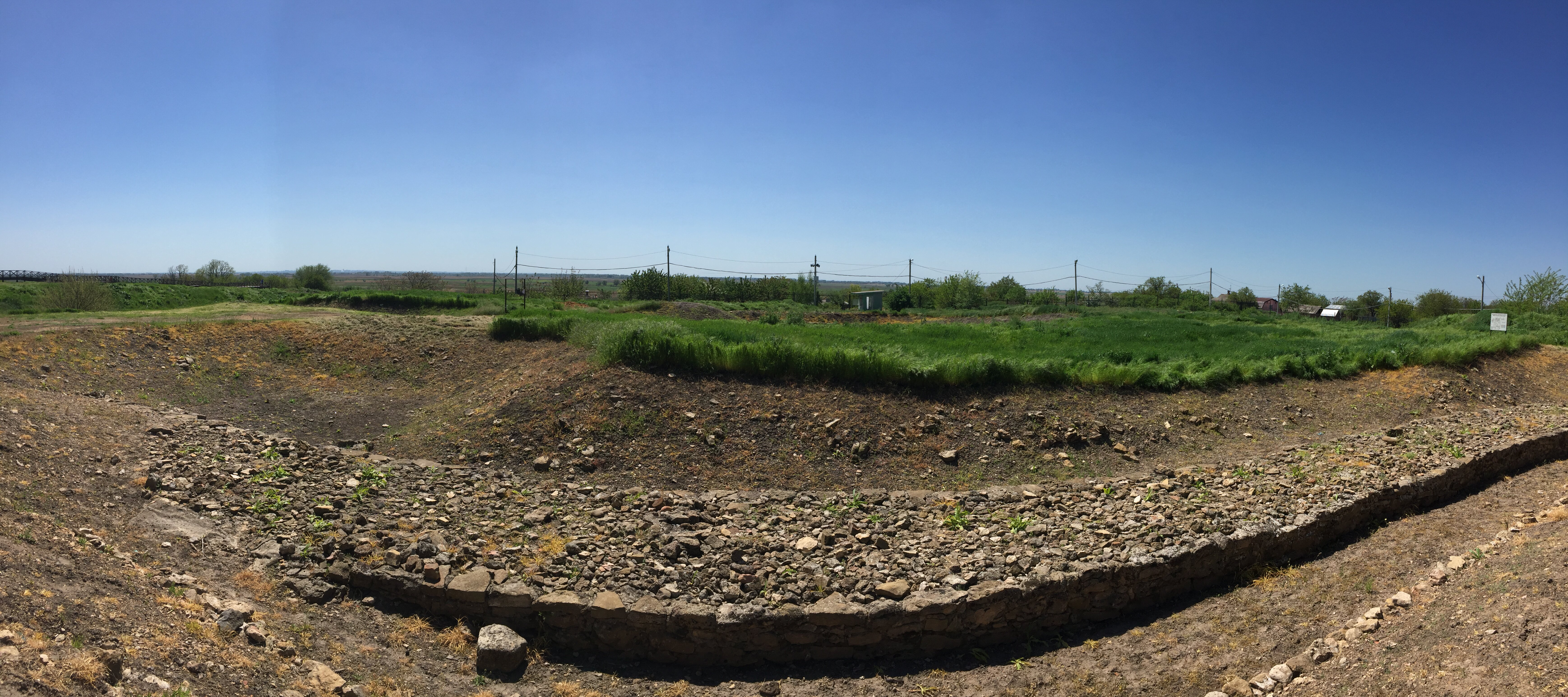
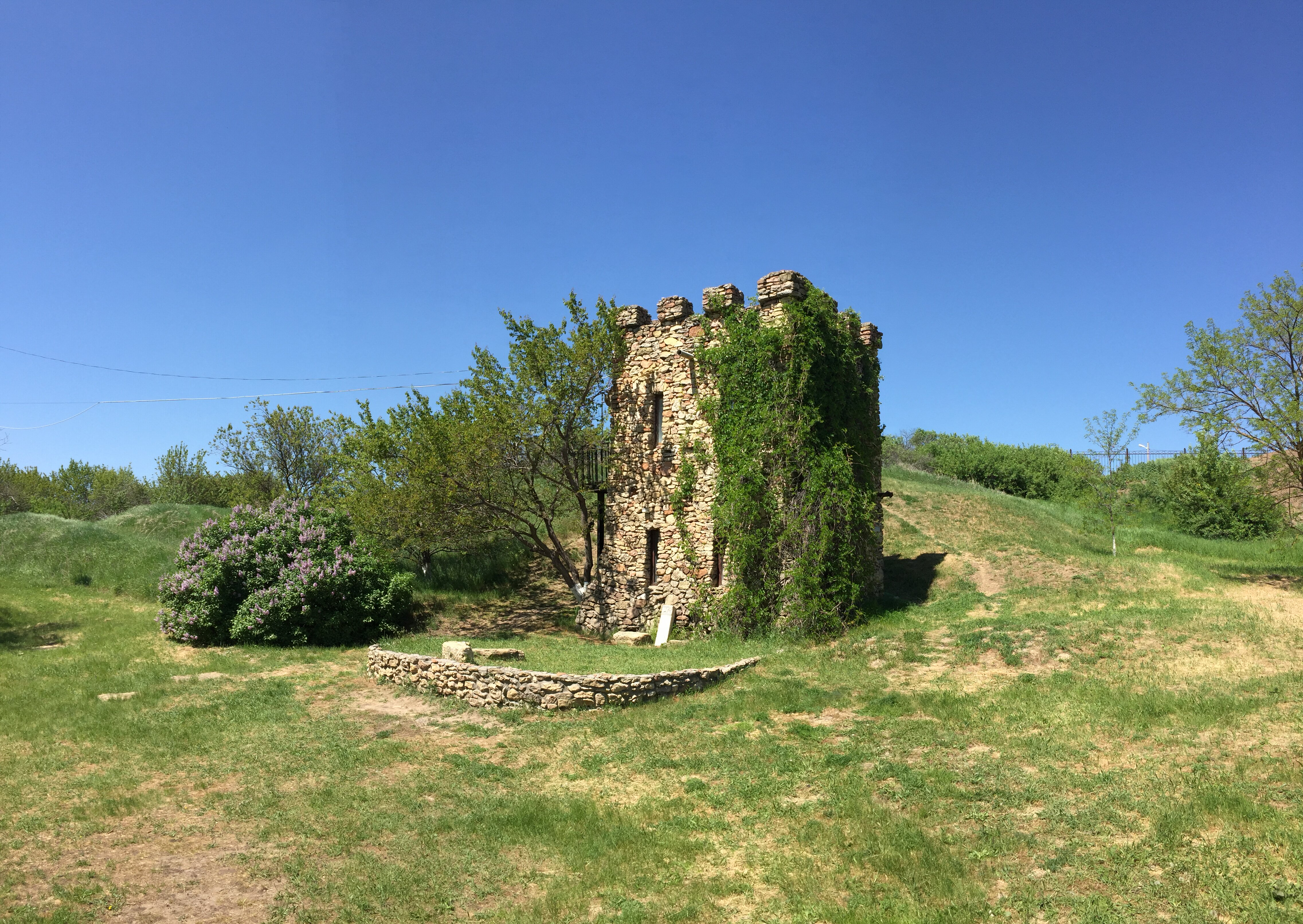
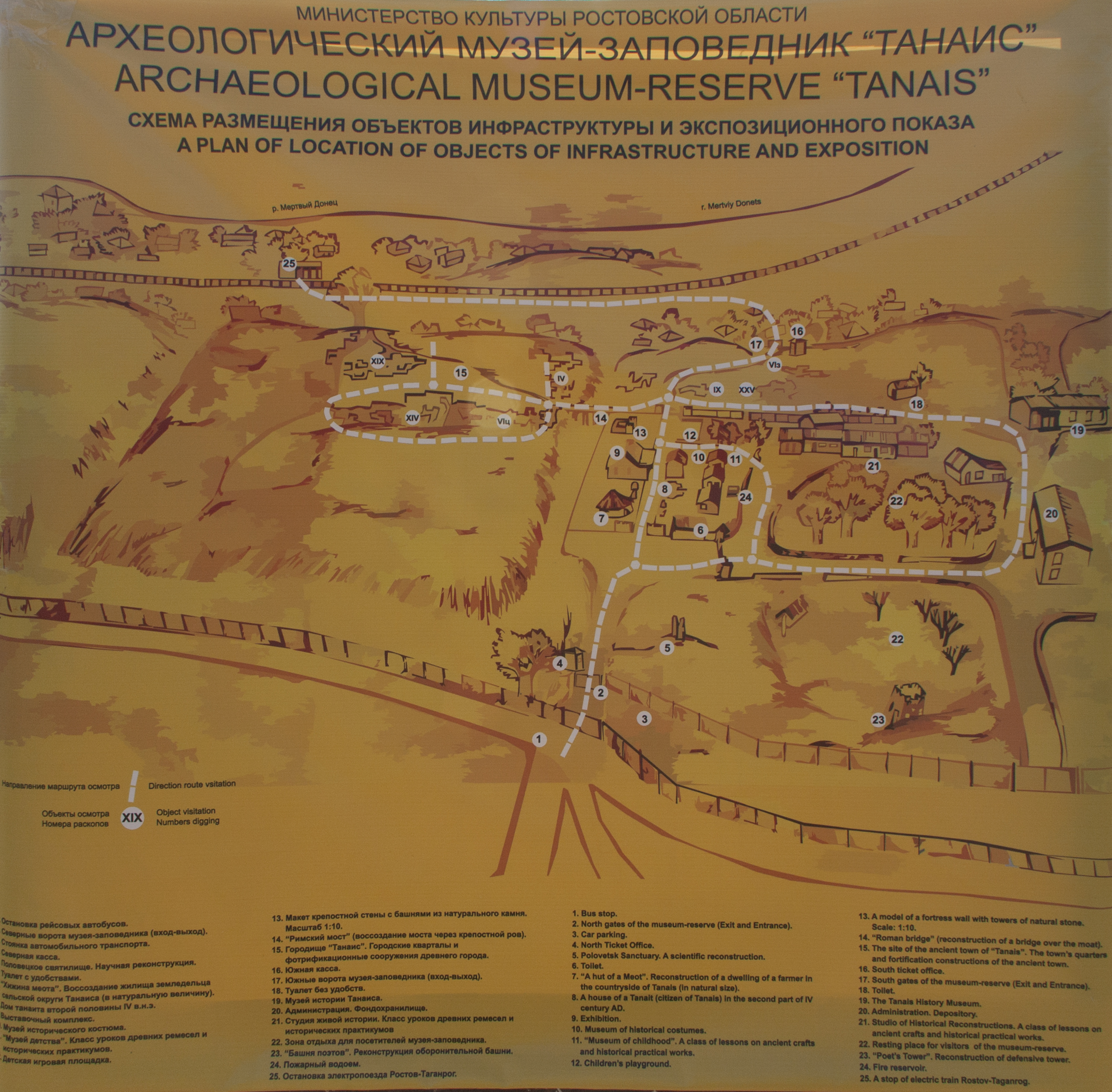
Részlet a tanaiszi múzeumból
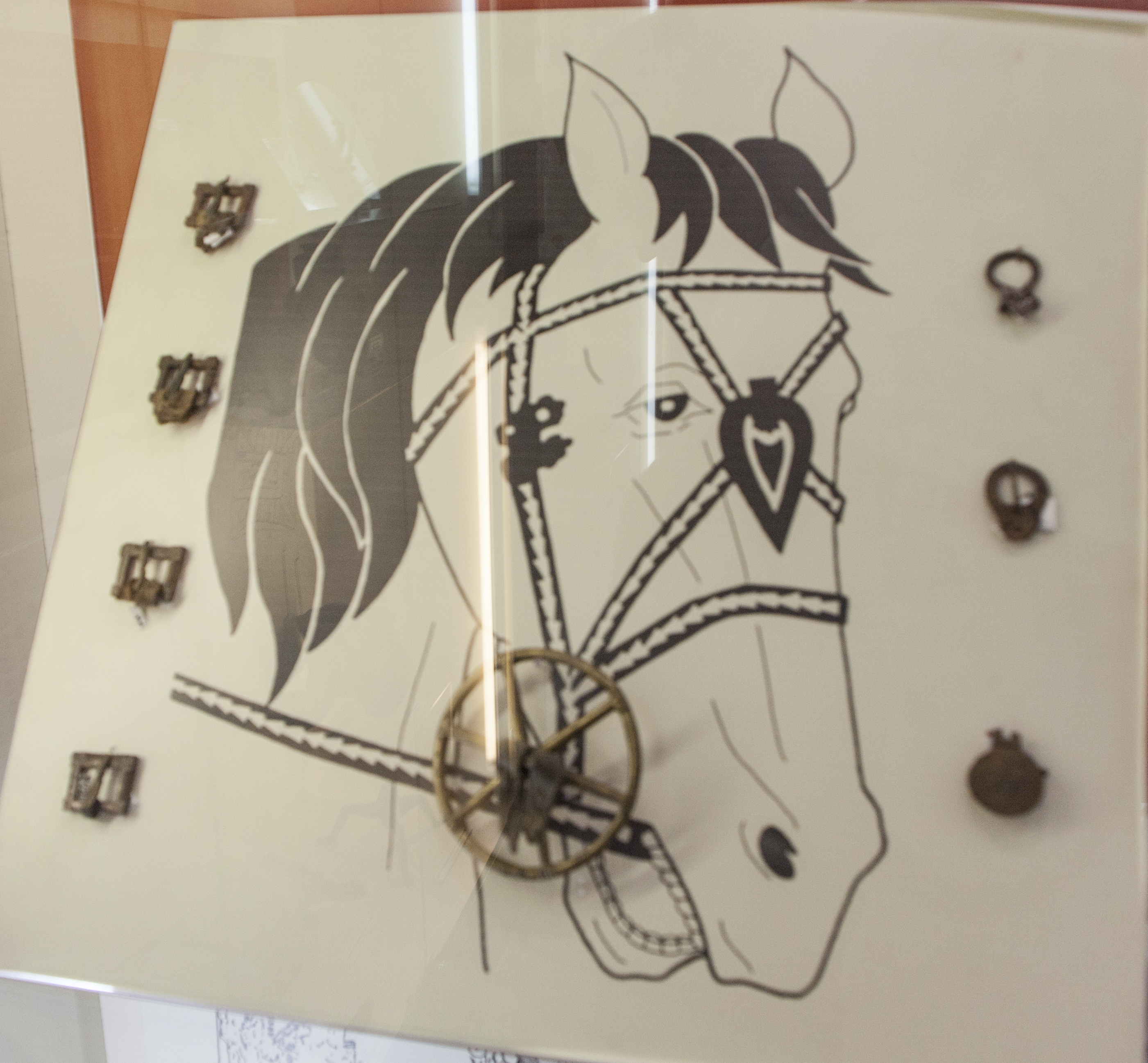
Részlet a tanaiszi múzeumból

## Tanaiszi táblák
Az ősi városból néhány feliratos emlék is előkerült, melyek közül a leghíresebbek az úgynevezett tanaiszi táblák, amelyeken görög nyelven olvashatók az ott élt uralkodók nevei. E nevek között szarmata és görög nevek is találhatók, ami arra utal, hogy sztyeppei lovasok és görög hajósok vegyesen lakták a területet. A feliratok a Kr. u. 3. század elejéről valók. E nevek között bukkan fel először a horvátok neve  is horuat alakban, kiket sokan szarmata eredetűnek vélnek, míg mások a skandináv–szkíta kapcsolatokra találtak benne adatokat.

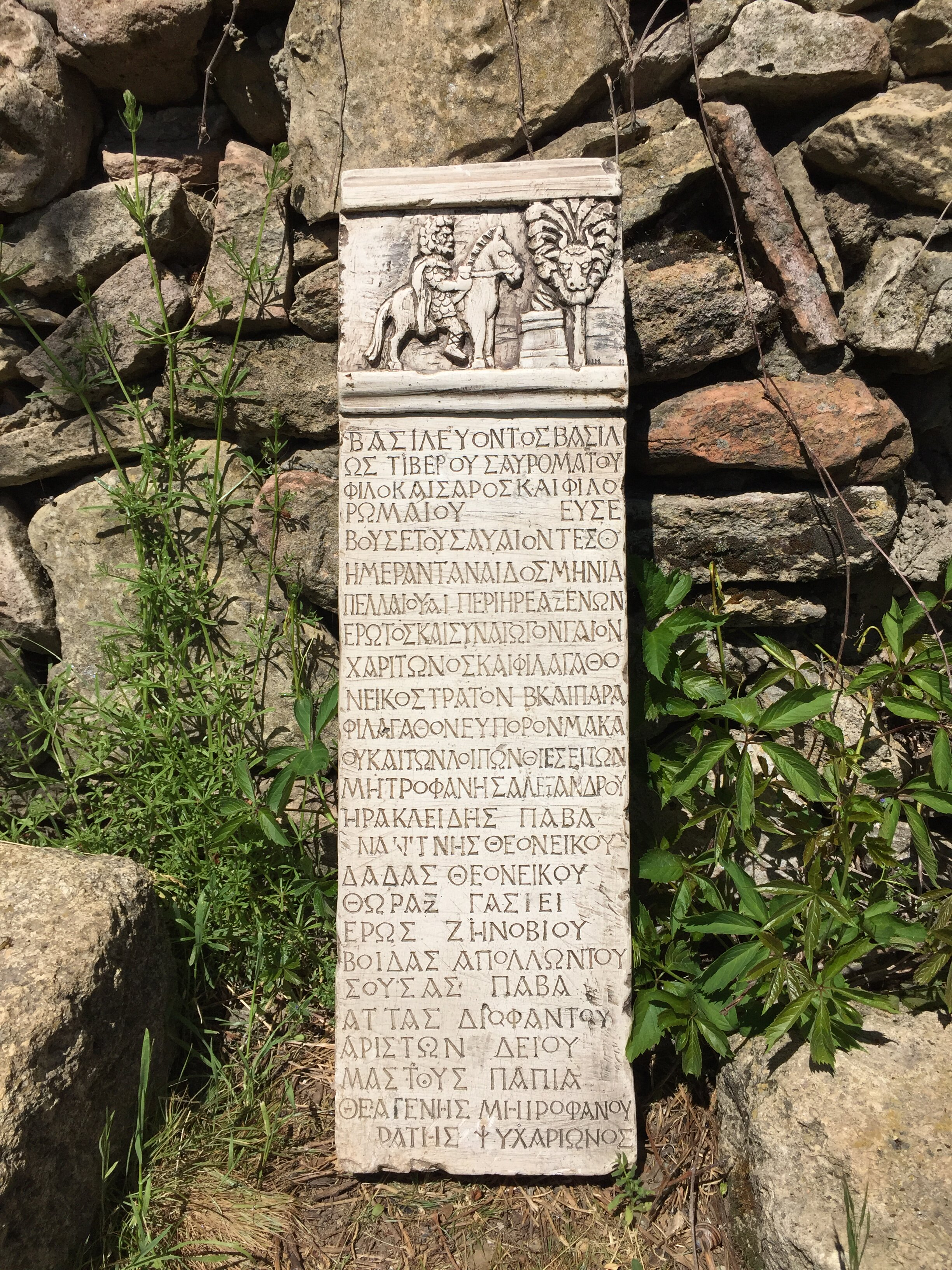
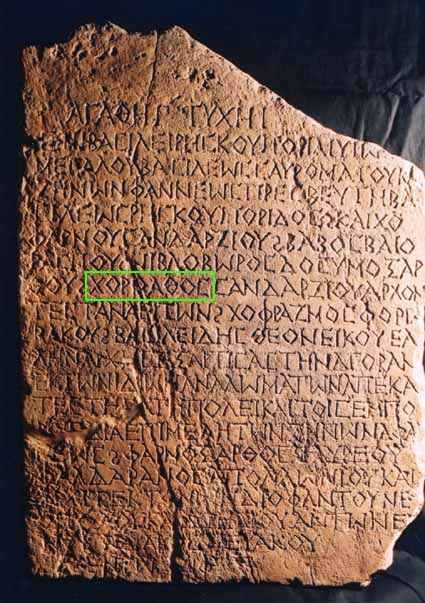

## Genetika
Egy a helyszínen talált csontvázból 9 Y-kromoszóma markert nyertek ki. Az eredmény 389I = 13, 389II = 30, 458 = 15, 385 = 11, 393 = 13, 391 = 11, 635 = 23, 437 = 14, 448 = 19. Ez az eredmény az R1a haplocsoportra jellemző.